# Polka (Horní Vltavice)

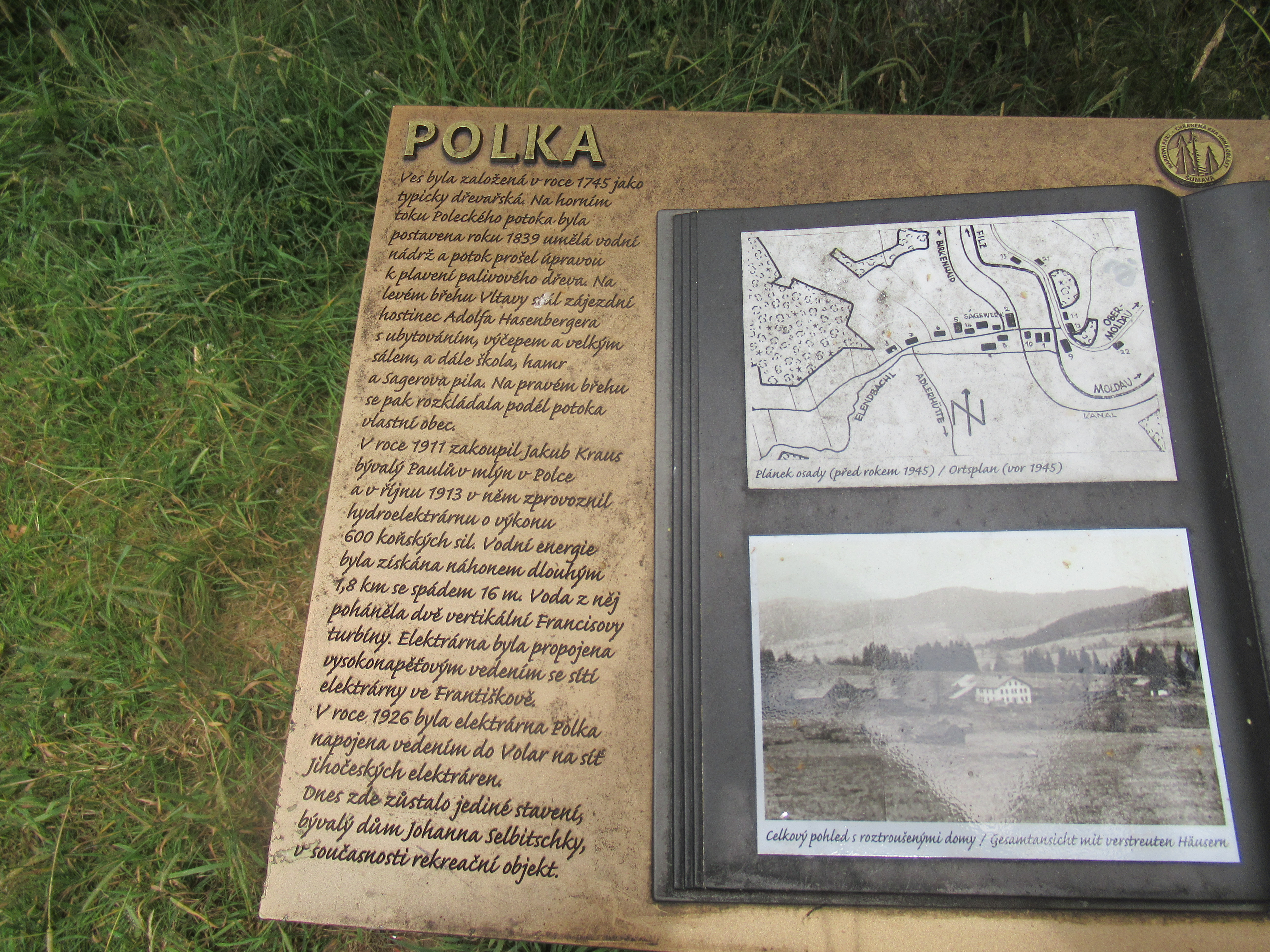
Zaniklá obec Polka (informační tabule)

Polka (německy Elendbachl) je zaniklá osada, část obce Horní Vltavice v okrese Prachatice v Jihočeském kraji. Leží 3,5 kilometru západně od Horní Vltavice na soutoku Poleckého potoka s Teplou Vltavou, v nadmořské výšce 830 metrů.

## Název
Český název je používán od roku 1921, osada jej získala podle potoka. Tomu se říkalo Polka, neboť při dělení vimperského panství roku 1531 tvořil rozhraní – pólku (půlku).
Německý název je odvozen od slova Elend = bída, nouze.

## Historie
Polka vznikla jako dřevařská osada v roce 1730. V roce 1910 zde bylo 22 domů a 162 obyvatel – všichni německé národnosti. V tehdejší obci byla škola (postavena v roce 1820), zájezdní hostinec, hamr a pila. Po druhé světové válce a vysídlení německých obyvatel přišli do Polky noví osadníci, brzy však obec opustili. V roce 1950 byla vyrabována bývalá škola (dva roky předtím byla dokončena nákladná oprava) a hostinec.

## Současnost
V Polce se dochovalo jediné stavení – Krausův statek. Zbožnost bývalých obyvatel připomínají boží muka v místě, kde stál hostinec, další boží muka byla v roce 2000 obnovena Správou NP Šumava mezi dvěma jasany na západním okraji osady, pod nimi byl rovněž obnoven kříž a velký kamenný kříž stojí u Krausova statku.

## Obyvatelstvo
| Rok            | 1869 | 1880 | 1890 | 1900 | 1910 | 1921 | 1930 | 1950 | 1961 | 1970 | 1980 | 1991 | 2001 | 2011 | 2021 |
| -------------- | ---- | ---- | ---- | ---- | ---- | ---- | ---- | ---- | ---- | ---- | ---- | ---- | ---- | ---- | ---- |
| Počet obyvatel | 213  | 201  | 162  | 180  | 162  | 165  | 143  | 11   | 0    | 0    | 0    | 0    | 0    | 0    | 0    |
| Počet domů     | 18   | 20   | 18   | 20   | 22   | 22   | 22   | 21   | 0    | 0    | 0    | 0    | 0    | 0    | 0    |

## Obecní správa
Při sčítání lidu v letech 1850–1879 Polka byla osadou obce Vltavice v okrese Prachatice. V letech 1880–1960 byla osadou obce Horní Vltavice, se kterým patřila nejprve do okresu Prachatice, ale v roce 1950 v okrese Vimperk. V následujícím období byla osada úředně zrušena a jako část obce Horní Vltavice byla obnovena 15. února 2000 v okrese Prachatice.